# Ezequiel Teixeira
Ezequiel Cortaz Teixeira é um pastor evangélico e político brasileiro filiado ao Podemos (PODE). Fundador da igreja Projeto Vida Nova que atualmente tem aproximadamente 80 igrejas espalhadas pelo mundo. Casado com Márcia Teixeira e pai de Tati Teixeira.
Em 2014 foi eleito deputado federal pelo Rio de Janeiro, para a 55.ª legislatura (2015-2019). Era na época filiado ao Solidariedade (SD).
Quando houve a criação do Partido da Mulher Brasileira (PMB), aderiu a este, por alguns meses, até a janela partidária em 2016, quando transferiu-se para o Partido Trabalhista Nacional (PTN).
No início de 2016, causou polêmica após ser indicado pelo governador Luiz Fernando Pezão para assumir a Secretaria dos Direitos Humanos, uma vez que dizia acreditar na cura gay e esvaziou o programa "Rio Sem Homofobia".
Em agosto de 2017 votou a favor do presidente Michel Temer, no processo em que se pedia abertura de investigação, e que poderia lhe afastar da Presidência da República.